# Наум Никушев
Наум Георгиев Никушев е източнорумелийски и български офицер.

## Биография
Роден е на 20 септември 1859 година в град Битоля, тогава в Османската империя. Завършва класното училище в родния си град и през 1879 година завършва с Първия випуск Военното училище в София. Служи в 24-та пеша дружина от 15 юни 1878 г. От 1879 година е на служба в жандармерията на Източна Румелия. Адютант е на губернатора на областта Алеко Богориди. В същата 1879 година е в полуескадрона на Учебния батальон на Източнорумелийската милиция. От 1885 година е командир на Учебния ескадрон на Източнорумелийската милиция. Участва активно в съединисткото движение в областта и подкрепя самото Съединение на 6 септември 1885 година. След Съединението участва в Сръбско-българската война като командир на румелийската стотня. През октомври 1886 година става командир на Втори конен полк. По-късно е началник-щаб на Кавалерийската инспекция, на която длъжност е до 17 октомври 1891 г., когато е назначен за временен командир на Трети конен полк, а от 21 септември 1895 г. – на Четвърти конен полк. По-късно служи в министерство на войната и от 1898 година излиза в запас. Умира през май 1905 година при операция в Париж.

## Семейство
Женен е за Добрица Никушева (1872 – 1966). Негови дъщери са Мария Малчева (1893 – 1985) и Елисавета Екимова (1889 – 1971), а негов зет е известният русенски електроинженер Петър Малчев (1884 – 1929). Дядо е на известния български шахматист Андрей Малчев (1915 – 1994).

## Военни звания
- Прапоршчик (10 май 1879)
- Подпоручик (1 ноември 1879, преименуван)
- Поручик (9 юли 1881)
- Ротмистър (9 септември 1885)
- Майор (17 април 1887)
- Подполковник (1892)
- Полковник (1896)